# François-Adrien Boïeldieu
François Adrien Boïeldieu (født 16. december 1775 i Rouen, Normandiet, død 8. oktober 1834 på sit landsted Jarcy ved Paris) var en fransk komponist, væsentligst af operaer.
Boïeldieu var søn af en sekretær ved ærkebiskopatet i Rouen hvor han blev anbragt som kordreng ved byens hovedkirke og modtog sin første undervisning i musik der. Efter at et par små operaer af ham var opført i Rouen, begav han sig til Paris for at søge lykken der. I begyndelsen var det kun trange kår, der ventede ham i Paris, men efter at han var blevet gæst i Sébastien Érards hus, fandt han lejlighed til at lære mestre som Étienne Méhul og Luigi Cherubini at kende; de fik interesse for den unge Boïeldieu, og hans romancer, sunget af sangeren Pierre-Jean Garat, vandt bifald og skaffede ham noget bedre livskår. 
Som operakomponist debuterede Boïeldieu i Paris 1796 med en enakts-opera Les deux lettres; større opsigt vakte han dog først 1798 med Zoraime og Zulnare, og endnu mere med den lystige og karakteristiske lille opera Kalifen af Bagdad (1800). Samtidig hermed 
komponerede Boïeldieu instrumentalmusik, der også blev godt modtaget, og han blev lærer i klaverspil ved konservatoriet, men et ulykkeligt ægteskab foranledigede ham til at forlade Paris og følge en kaldelse til Sankt Petersborg i 1803, hvor han blev kapelmester og virkede i syv år, uden i dette tidsrum at producere noget værk af blivende værd. Da han 1810 kom tilbage til Paris, beherskede Nicolo Isouard opéra-comique-scenen. 
Boïeldieu havde imidlertid allerede med sin første opera, Johan fra Paris (1812), på hvilken han havde arbejdet med mere alvor og 
grundighed end hidtil, et så stort held, at han snart besejrede sin medbejler, for hvem han også blev foretrukket, da han 1817 blev 
medlem af akademiet. Samme år blev Boïeldieu tillige lærer i komposition ved konservatoriet, hvor hans undervisning dog mest bestod i 
nyttige praktiske vink og åndfulde causerier, thi nogen systematisk uddannet teoretiker var og blev Boïeldieu ikke. 1818 opførtes den nydelige opera, Le chaperon rouge ("Den lille Rødhætte"), der ligeledes gjorde overordentlig lykke, og efter en længere pause kom endelig 1825 Boïeldieus berømteste værk, La dame blanche ("Den hvide Dame"), på hvilket han havde arbejdet i lang tid. Om denne operas førsteopførelse skriver Boïeldieu selv til Jeanne Philis, der 1826 blev hans anden hustru: 
    »Min succes synes at være en national,

    og alle siger, at den vil gøre epoke i musikhistorien. 

    Publikum havde fået den overbevisning, 

    at man kunne kun gå i Rossinis fodspor. 

    Det var ikke nogen let opgave at føre folk bort fra denne fordom. 

    Jeg har fået ry for at have besejret den, og franske 

    kunstnere, malere, forfattere og skuespillere 

    bringer mig stadig deres tak derfor«. 
Efter Den hvide Dame skrev Boïeldieu endnu kun én opera, Les deux nuits (1829); men da den ikke gjorde nogen synderlig lykke, og Boïeldieus helbred begyndte at vakle, opgav han herefter sin kompositionsvirksomhed, ligesom han samme år havde nedlagt sit lærerhverv ved konservatoriet. Der blev tilstået ham pensioner både fra konservatoriet og af kongens kasse; men da de dels blev indskrænkede, dels faldt bort (ved julirevolutionen), var Boïeldieus sidste år ikke særlig lykkelige. På rejser søgte han forgæves lindring for sygdommen; af pekuniære hensyn måtte han genoptage sin lærervirksomhed på konservatoriet; der tilstedes ham dertil en større pension, men han nød kun kort tid godt af den. 
Foruden de ovennævnte operaer har Boïeldieu skrevet talrige andre, af hvilke de bekendteste er: La dot de Suzette (1798), Beniowsky (1800), Ma tante Aurore (1803), Les voitures versées (komponeret i Sankt Petersborg, omarbejdet i Paris), kor til Athalie (af Racine) med flere ikke få komponeredes i samarbejde med andre komponister som Cherubini, Nicolas Isouard, Auber, Henri Montan Berton og andre. I København er navnlig ofte opført Kalifen, Tante Aurore, Johan fra Paris, Rødhætte og frem for alle Den hvide Dame, der spilledes første gang 1826.
Boïeldieu er en af hovedrepræsentanterne for den franske opéra-comique. Imidlertid når han næppe i talentfuldhed eller ved sine værkers musikalske værdi sine store forgængere: André Grétry, Méhul og Cherubini. Hos Boïeldieu må man ikke søge dybde eller alvor, ej heller kraft eller fantasi; men man vil i hans bedste arbejder glæde sig over de sunde, lidt "borgerlige" følelser, udtrykte i et elegant sprog, man vil finde talrige yndefulde melodier, en rytmik mere velgørende naturlighed end kunstfuld opfindsomhed. Det højeste udslag af Boïeldieus begavelse er ubetinget Den hvide Dame. Anlægget er her bredere, udtryksmåden kraftigere og mere dramatisk virkende. Ved at 
benytte skotske folkemelodier har Boïeldieu dertil givet denne opera en egen "romantisk" charme, der har skaffet ham navn af "Frankrigs Weber".